# No Bravery
No Bravery este o piesă pop rock, scrisă de artistul britanic James Blunt și de Sacha Skarbek , care face parte din albumul Back to Bedlam. Melodia a fost produsă de Tom Rothrock și Jimmy Hogarth și a primit o recepție pozitivă din partea criticilor de muzică. Melodia este desspre Războiul din Kosovo, unde Blunt a luptat de partea NATO. Piesa a fost realizată în aprilie 2006, în mod exclusiv în Franța, unde a ajuns pe locul 15.

## Track-listing
1. "No Bravery" - 4:18
2. "No Bravery" (Live) - 4:35

## Clasament
| Clasament (2006) | Poziție vârf |
| ---------------- | ------------ |
| Franța (SNEP)    | 15           |